# Kamenszk-Uralszkij
Kamenszk-Uralszkij (orosz nyelven: Каменск-Уральский) város Oroszország európai részén, a Szverdlovszki területen. A Kamenszki járás székhelye, de nem része a járásnak. Nagy nehézipari ipari központ. 
Lakossága: 174 689 fő (a 2010. évi népszámláláskor).

## Elhelyezkedése
A Szverdlovszki terület dél részén, Jekatyerinburg területi székhelytől kb. 100 km-re délkeletre, az Iszety és mellékfolyója, a Kamenka találkozásánál helyezkedik el. A Középső-Urál délkeleti lábánál, az Iszety mentén több mint 20 km hosszan terül el, 167 m tengerszint feletti magasságban. Környéke az erdős sztyepp övhöz tartozik. A várostól délre épült elkerülőúton vezet az R354-es főút (oroszul: ).

## Története

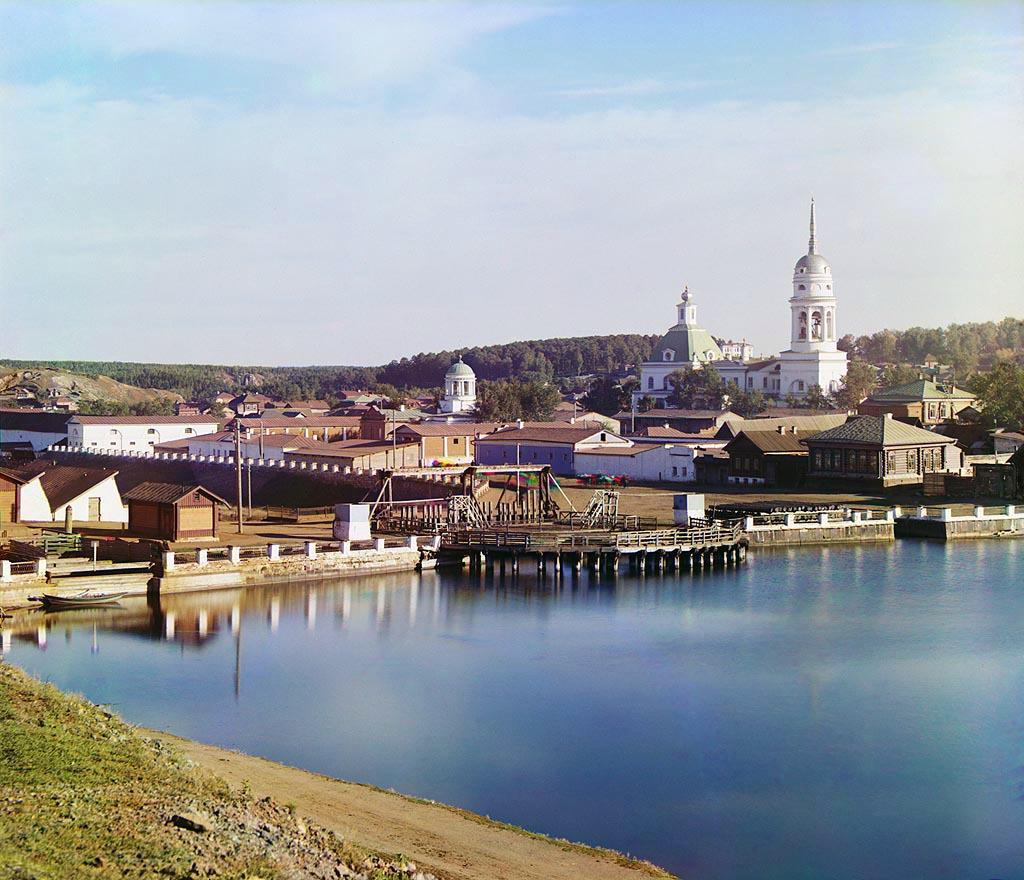
Fotó a településről és a gyárról. (Sz. M. Prokugyin-Gorszkij, 1910)

A 17. század végén a Kamenka és az Iszety folyó találkozásánál gazdag vasérc-lelőhelyeket találtak. A közeli Dalmatovói-kolostor kérelmet nyújtott be e földek használatának engedélyezésére. Az 1682-ben kelt cári rendelettel jött létre a város elődjének tekinthető Zselezinszkij-telep (az orosz zselezo szóból képzett név jelentése 'vasas' telep). Kamenszk-Uralszkij alapítási évének azonban 1701-et tekintik, amikor  I. Péter az ércekben gazdag földeket visszavette a kolostortól, majd a területen vasöntödét létesítettek. A gyár később ágyúkkal, ágyúgolyókkal és más tüzérségi felszereléssel látta el az orosz hadsereget. Az itteni kincstári vasöntöde közel két évszázadon át az Urál egyik legnagyobb hadiipari üzeme volt.
A 19. század végére a gyár sokat veszített jelentőségéből, 1917 után be is zárták. A település 1926-ban kapta a Kamenszk nevet – az itteni kisebbik folyó neve Kamenka ('kövecske') –, amit 1940-ben -Uralszkij kiegészítéssel toldottak meg, megkülönböztetésül más Kamenszk nevű helységektől. Közben felépült és 1934-ben termelni kezdett a település első nagyvállalata, a csőgyár. A következő évben a település városi státuszt kapott. A világháború idején a nyugati országrészből több jelentős gyár berendezését telepítették ide, és ezekre alapozva a város az Urál egyik nagy nehézipari központjává alakult. 
A városszerkezetet a nagyobb iparvállalatok mellett elhelyezkedő, egymástól elkülönült lakóövezetek jellemzik, melyek gyűrűt alkotva veszik körül a két folyó közén épült óvárost.

## Gazdasága
Az 1934-ben alapított, mai nevén Szinarszkij Csőgyár (a Szinara folyóról kapta nevét) az ország egyik legnagyobb acélcsőgyára, termékei jelentős részének felhasználója a gáz- és olajipar. 
A szovjet időszakban Kamenszk-Uralszkij az uráli kohászat, főként a könnyűfémkohászat és a fémfeldolgozás központja lett. Az Uráli Alumíniumgyár (UAZ) 1939-ben kezdett termelni és évtizedekig kiemelkedő helyet foglalt el az ország alumíniumiparában; 2007-ben az alumíniumipart egyesítő RUSZAL Zrt. tagja lett. 2013-ban megszüntették az alumínium és a különféle ötvözetek gyártását, jelenleg (2010-es évek vége) a gyárban bauxitfeldolgozás és timföldgyártás folyik.
A Kamenszk-uralszkiji Kohászati Gyár (KUMZ) különleges feladatokat teljesített: alumínium- és magnéziumötvözetekből készült félkész termékekkel látta el a repülőgépipari vállalatokat; hengerelt lemezeit felhasználták többek között a Tu–144-es utasszállító gépekhez;  egyes termékei később részt vettek az űrprogramok megvalósításában is. 
Jelentős vállalatok jöttek létre a színesfém-feldolgozás (KUZOCM) és a gépipar ágazataiban. Meghonosodott a szilíciumgyártás, a műszergyártás („Oktyabr” termelési egyesülés), a különféle indukciós motorok gyártása („Uralelektromas”), a repülésnél és az űrtechnikában használt elektromos csatlakozók fejlesztése és gyártása (az „Iszety” nevű cég), a teflonedények gyártása (Gyemidov Gyár), stb. 1991 óta működik és országos hírre tett szert a város harangöntödéje.